# Agariciidae
Agariciidae — родина рифоутворюючих колоніальних коралів ряду мадрепорових (Scleractinia). Представники родини мешкають у симбіозі з одноклітинними водоростями — зооксантелами, які мешкають в їх тканинах і допомагають забезпечити свої потреби в енергії. Корали утворюють масивні структури, часто ламінарної або листяної форми.
Вони живуть у тропічних коралових рифах в Індо-Тихоокеанському регіоні і Карибському морі. Корали роду Leptoseris зустрічаються також в Атлантичному океані.

## Роди
The World Register of Marine Species включає в родину 47 видів у 7 родах:
- Agaricia Lamarck, 1801, 7 видів;
- Coeloseris Vaughan, 1918, монотиповий, включає вид Coeloseris mayeri
- Dactylotrochus Wells, 1954, монотиповий, включає вид Dactylotrochus cervicornis;
- Gardineroseris Scheer & Pillai, 1974, 2 види;
- Helioseris, монотиповий, включає вид Helioseris cucullata;
- Leptoseris Milne-Edwards & Haime, 1849 — 18 видів;
- Pavona Lamarck, 1801 — 20 видів.